# Pakucaris
Pakucaris es un género extinto de artrópodo himenocarino marino del Esquisto de Burgess, Columbia Británica (Canadá), que fue descrito en 2021. Actualmente se conoce solo una especie, Pakucaris apatis.

## Descubrimiento y etimología
Los primeros siete fósiles de Pakucaris se encontraron en el cañón de Mármol, en excavaciones entre 2012 y 2016, con el último ejemplar siendo descubierto en Tokumm Creek, en 2018. Pese a encontrarse en una localidad distinta, el octavo ejemplar posee más similitudes con el resto de especímenes que el holotipo, por lo que también se le cosidera Pakucaris apatis.
El nombre genérico viene de la onomatopeya japonesa paku, que sugiere comer (similar a ñam) y de donde viene Pac-Man, razón por la que fue elegido, por la similitud del caparazón de los especímenes y la forma icónica del personaje; y del latín caris, que significa "gamba" o "cangrejo". El nombre específico proviene de Ápate, la diosa del engaño en la mitología griega, por poseer un pigidio sorprendentemente similar al de los artiópodos.

## Descripción
Pacukaris apatis poseía un cuerpo segmentado, con un caparazón bivalvo fusionado que cubría entre 75 y 80% de su cuerpo y el resto siendo cubierto por una concha con 10-11 espinas, característica del género. Si bien no se conservó perfectamente, se cree que su sección cefálica estaba compuesta de unos tres segmentos, cada uno acompañado de extremidades derivadas; sus ojos apuntaban ventrofrontalmente, acomodados dentro de la muesca frontal del caparazón, medían un 2% de la longitud total del animal.
Existen dos morfotipos de Pakucaris apatis, posiblemente atribuidos a diferencias sexuales. El morfotipo "A" representa 7 especímenes, medía alrededor de 14.9 mm, sus tórax estaban compuestos de entre 30 y 35 segmentos, con los últimos 5-7 menguando en altura; la concha que cubre el final del tórax opcupaba 11-13 segmentos. El morfotipo "B" representa al holotipo, medía 26.6 mm, su tórax estaba compuesto de alrededor de 75 segmentos, la concha final del tórax cubría  20 segmentos. La concha distal del morfotipo "B" presenta 4-5 espinas más grandes que el resto.